# Van Speijk (série télévisée)
Pour les articles homonymes, voir Van Speijk.
Van Speijk est une série télévisée policière néerlandaise en 26 épisodes de 52 minutes diffusée entre le 8 janvier 2006 et le 12 avril 2007 sur Talpa (renommée Tien lors de la deuxième saison), puis rediffusée sur RTL 4.
Cette série est inédite dans tous les pays francophones.
Se déroulant à Amsterdam, la série policière couvre toutes sortes de sujets différents tout à fait invraisemblables comme un homme musulman gay voulant se suicider.

## Synopsis
L'histoire se passe dans un commissariat où des agents de police résolvent différents affaires publiques et criminelles.

## Production
La première saison de la série fut diffusée du 8 janvier au 2 avril 2006 par Talpa pendant les dimanches. Le premier épisode de la série attira plus de 900 000 téléspectateurs par épisode ce qui incita la chaîne à annoncer une deuxième saison le 26 mars 2006. La chaîne, renommée Tien, diffusa la deuxième saison à partir du 11 janvier 2007 lors des jeudis ce qui entraîna une baisse d'écoute. Les enregistrements de la saison 2 furent entreprises en août 2006.
La série est diffusée dans les Flandres depuis le 5 septembre 2007 par la Vlaamse Radio- en Televisieomroeporganisatie et incluse dans sa programmation estivale de 2010. La deuxième saison a été rediffusée sur RTL 4 le 6 janvier 2008 après l'achat de Tien et la série est accessible sur RTL Crime depuis le 5 septembre 2011.

## Distribution

### Personnages récurrents
- Arend van der Voort (Bart Oomen (nl))
- Sylvester Daals (Tygo Gernandt)
- Jeroen van Veen (Johnny de Mol)
- Evert Beukering (Peter Faber)
- Tina Zonderland (Loes Haverkort)
- Romano Hartseer (Quintis Ristie (nl))
- Leona Savonet (Joy Wielkens)
- Lucas Visbeen (Rik Launspach)
- Teun Gerards (Victor Brands (nl))
- Altan Uslu (Cahit Ölmez (en))
- Helga Kuiper (Rian Gerritsen)
- Jules 'de la Tourette' (Ad van Kempen)

### Autres personnages
- Tara El Hamchaoui (Mimi Ferrer (nl))
- Hafid El Hamchaoui (Abdullah el Baoudi)
- Lui-même (Prem Radhakishun (en))
- Dogan Uslu (Vefa Ocal)
- Efe Uslu (Seno Sever (nl))
- Ercan (Turan Furat) (2006)
- Anne van Druten (Marjorie Boston)
- Iris van Scheppingen (Irene van de Laar (nl))
- Lombrosa (Poal Cairo, 2007)
- Marianne (Margien van Doesen, 2007)
- Myrna Griffith (Ilonka Elmont (en), 2007-)
- Hummie (Isis Cabolet, 2007)
- Nelly Kappers (Sanneke Bos, 2007)
- Sasha Schneider (Maartje Remmers, 2007)
- Taco Kuiper (Ernst Dekkers)
- Charmaine (Victoria Koblenko) (2006)
- Un paramedic (Jos Barlagt)
- Eduard Laagveld (René van Zinnicq Bergmann (nl))
- Arzu Uslu (Reyhan Erdogan (nl))
- Saskia Rinsma : la psychiatre
- Anja van Ommen : Fem Petraeus (2007)
- Tommie Zwart : Abe Dijkman (2007)

## Épisodes

### Première saison (Talpa - 2006)
1. Flamme dans la casserole (Vlam in de pan) - 8 janvier 2006
2. La discorde ne fait pas le pouvoir (Tweedracht maakt geen macht) - 15 janvier 2006
3. L'amour au second regard (Liefde op het tweede gezicht) - 22 janvier 2006
4. Le premier coup ne vaut pas une goutte (De eerste klap is geen daalder waard) - 29 janvier 2006
5. Là où il y a volonté, mais aucun moyen (Waar een wil is en geen weg) - 5 février 2006
6. Des anges qui tombent et montent (Engelen die vallen en opstaan) - 12 février 2006
7. Il y a un cheval dans le couloir (Er staat een paard in de gang) - 19 février 2006
8. Attendez le vieil homme (Wacht u voor de grijsaard!) - 26 février 2006
9. Dors bébé, dors (Slaap, kindje, slaap) - 5 mars 2006
10. Les chattes vont mal (Mietjes schieten mis) - 12 mars 2006
11. Le sang ne glisse pas là où il peut aller (Het bloed kruipt niet waar het gaan kan) - 19 mars 2006
12. L'argent qui est stupide déforme ce qui est droit (Het geld dat stom is, maakt krom wat recht is) - 26 mars 2006
13. Vous ne devriez pas l'avoir de votre famille (Van je familie moet je het niet hebben) - 2 avril 2006

### Deuxième saison (Tien - 2007)
1. Miss Baarsjes ou pas Miss Baarsjes (Miss Baarsjes or not Miss Baarsjes) - 11 janvier 2007
2. Tirez les yeux fermés (Schieten met je ogen dicht) - 18 janvier 2007
3. Meurtre, homicide involontaire et autres inconvénients (Moord, doodslag en ander ongerief) - 1er février 2007
4. Je vous salue Marie, pleine de grâce (Wees gegroet, Maria, vol genade) - 8 février 2007
5. La confiance est d'argent, la méfiance est d'or (Vertrouwen is zilver, wantrouwen is goud) - 15 février 2007
6. Meurtre ou glaïeul (Moord of de gladiolen) - 22 février 2007
7. Travail de meurtre (Moordklus) - 1er mars 2007
8. À cause des enfants (Vanwege de kinderen) - 8 mars 2007
9. Votre mort ou votre vie (Je dood of je leven) - 15 mars 2007
10. Ensemble vers le merveilleux pays des rêves (Samen naar het heerlijke droomland) - 22 mars 2007
11. Forcer des yeux étranges (Vreemde ogen dwingen) - 29 mars 2007
12. Les gnomes ont également commencé petit (Ook kabouters zijn klein begonnen) - 5 avril 2007
13. La vie est une putain et puis tu meurs (Het leven is een hoer en dan ga je dood) - 12 avril 2007